# Metalepsis fishii
Metalepsis fishii là một loài bướm đêm trong họ Noctuidae.